# Burghart Klaussner

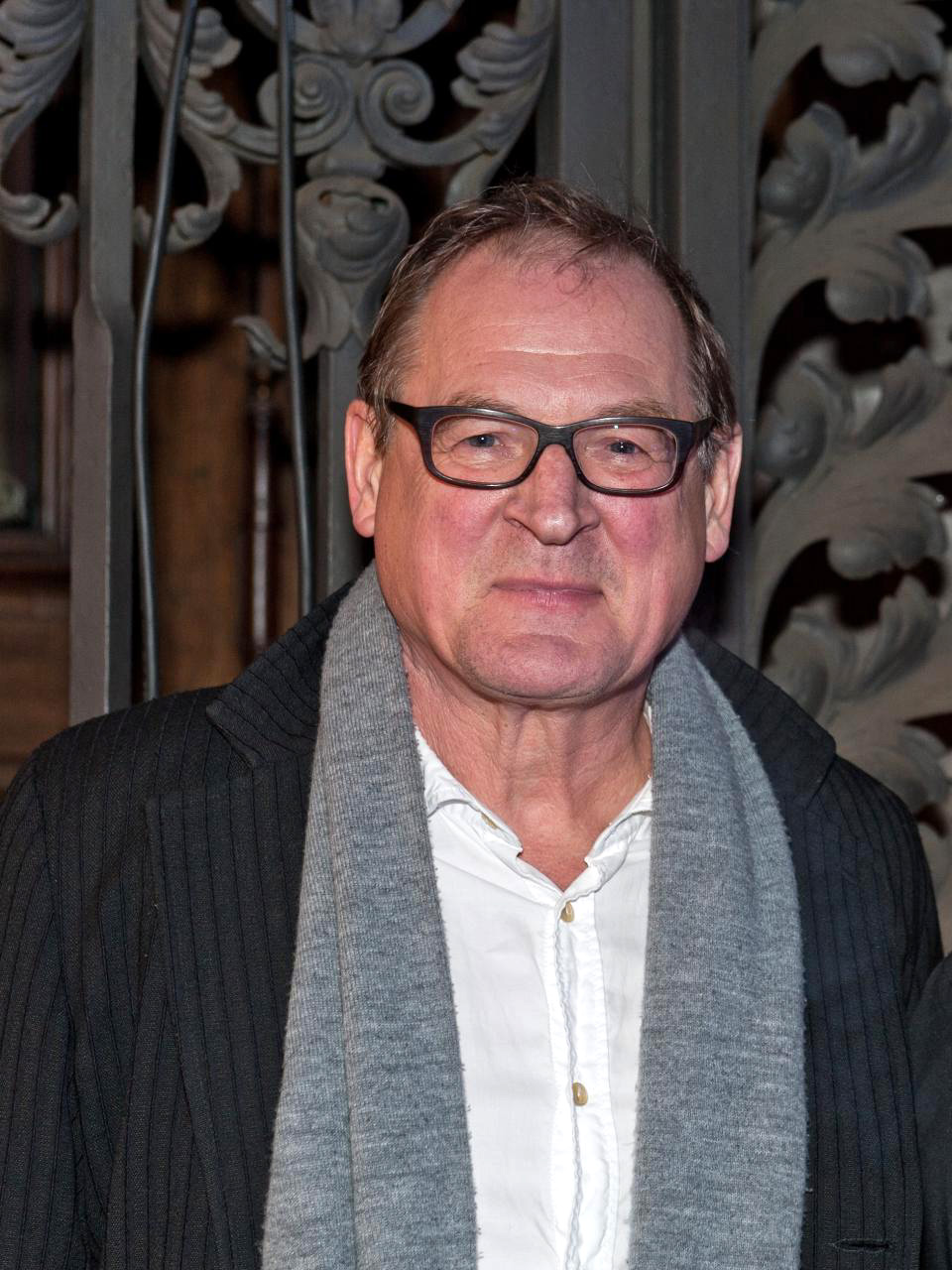
Burghart Klaussner vid Berlinale 2012.

Burghart Klaussner, född 13 september 1949 i Berlin, är en tysk teater- och filmskådespelare. Han har blivit känd genom sin medverkan i biofilmer och TV-serier.
Klaussner började studera germanistik och teatervetenskap på FU Berlin 1969. Han bytte samma år till Max-Reinhardt-Schule i Berlin för att bli skådespelare. 1970-1972 arbetade han på Schaubühne och senare på Hamburger Schauspielhaus, Schiller-Theater och Maxim-Gorki-Theater i Berlin. Han har även verkat på scener i Frankfurt am Main, Bochum och Zürich.
Klaussner har bland annat medverkat i Die fetten Jahre sind vorbei, Good Bye, Lenin! och Den tysta revolutionen.